# سردار رفیع یانه‌سری

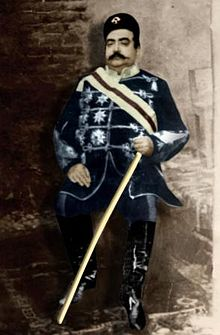
سردار رفیع یانه‌سری

محمدباقرخان سردار رفیع یانه‌سری صاحب‌منصب نظامی و سیاسی منطقهٔ هزارجریب و گرگان در دورهٔ قاجاریه و جنبش مشروطه بود. او بارها به حکومت استرآباد، شاهرود، بسطام و هزارجریب منصوب شد و دو بار نایب‌الحکومهٔ استرآباد شد.
محمدباقرخان سردار رفیع یانه‌سری، فرزند لطفعلی‌خان سرتیپ، نوهٔ محمدباقرخان، نتیجهٔ مهدی‌خان و نبیرهٔ حاج محمدتقی‌خان و ندیدهٔ کربلایی محمدقلی‌خان است که او هم فرزند صادق سلطان بود.
خاستگاه نخست این خاندان را سوادکوه و اندریه فیروزکوه گفته‌اند که بنا به دلایل نامعلومی به هزارجریب کوچ کرده‌اند. از برخی اسناد برمی‌آید که سیصد تا پانصد سال صاحب فوج در منطقه بوده‌اند. صادق سلطان معاصر آقا محمدخان قاجار و همراه همیشگی وی در لشکرکشی‌ها بود. حاج محمدتقی‌خان فرد شاخصی در استرآباد بود که مدرسه‌ای در محلهٔ نعلبندان گرگان، کاروان‌سرایی در استرآباد و سدی نیز در روستای «چغر» احداث نموده است. برخی از اجداد وی در قلع و قمع بابیهٔ مازندران دخیل بوده و در سرکوبی‌های ترکمانان استرآباد، از یاری آن‌ها سود برده‌اند. در جنگ دوم ایران و روسیه نیز یکی از اجداد او ـ مهدی‌خان ـ از همراهان عباس میرزا نایب‌السلطنه بوده است. محمدباقرخان سردار رفیع، یک برادر به نام حبیب‌الله‌خان سرتیپ و سه خواهر به نام‌های عالیه خانم، هما خانم و رقیه خانم مشهور به خانم شازده داشت. سردار رفیع و رقیه خانم فرزندان شازده خانم، حبیب‌الله‌خان سرتیپ و عالیه خانم فرزندان نرگس خانم و هما خانم فرزند بیگم ننا بودند.
محمدباقرخان سردار رفیع همچون پدرانش فرماندهی فوجی از افواج هزارجریب را برعهده داشت و طی دورانی که مشاغل سیاسی داشت، القاب و نشان‌های مختلفی گرفت.
نخستین سندی که از او نام برده شد، مربوط به سال ۱۳۰۶ ه‍. ق(۱۲۶۷ ه‍.خ) است که در آن از سوی ناصرالدین‌شاه، درجهٔ سرهنگی گرفت. سه سال بعد، سرتیپ فوج هزارجریب و حاکم آن خطه شد و برادرش حبیب‌الله خان در ربیع‌الاول سال ۱۳۰۹ ه‍.ق بنا به توصیهٔ حاکم مازندران ـ میرزا عبدالله‌خان یوشی ـ از سوی ناصرالدین شاه، درجهٔ سرهنگی گرفت و سرهنگ فوج چهاردانگهٔ هزارجریب شد.
حبیب‌الله‌خان در هنگام بازگشت محمدعلی‌شاه معزول از روسیه در سال ۱۳۲۹ ه‍. ق، مانند دیگر سرداران، مورد توجه وی قرار گرفت و طی نامه‌ای از او، به رتبهٔ سرتیپی از درجهٔ دوم مفتخر و به «ضرغان‌الملک» ملقب گردید که البته در لشکرکشی به سمت تهران، شاه را یاری رساند.
محمدباقرخان سردار رفیع در جمادی‌الثانی ۱۳۱۰ ه‍. ق(۱۲۷۱ ه‍.خ) به دریافت یک قطعه نشان و یک رشته حمایل از درجهٔ دوم سرتیپی نایل آمد. در رجب همان سال (۱۲۷۱ ه‍.خ)، روستاهای «کفشگیری» و «نودیجه» که در تملک این خاندان بود، از پرداخت هر گونه مالیات معاف شد و در جمادی‌الاول ۱۳۱۳ ه‍.ق (۱۲۷۴ ه‍.خ) طی حکمی از شاه درجهٔ سرتیپی اول گرفت. او ابتدا القاب «معتمدالسلطان» و «ضرغام‌الملک» گرفت. در ذی‌الحجهٔ ۱۳۲۲ ه‍.ق (۱۲۸۳ ه‍.خ) از سوی محمدعلی‌شاه به «سالار اکرم» ملقب شد. در سال بازگشت محمدعلی‌شاه معزول، لقب «امیر اکرم»، در محرم ۱۳۳۵ ه‍.ق (۱۲۹۵ ه‍.خ) لقب «سردار مکرم» و در صفر ۱۳۳۵ ه‍.ق لقب «سردار رفیع» گرفت. سردار رفیع آخرین لقبی بود که به وی داده شد. سبب این تغییر سریع سردار مکرم به سردار رفیع در مدت کمتر از یک ماه این بود که سردار مکرم لقب برادرزادهٔ وزیر جنگ بود. او بارها به حکومت و نیابت حکومت رسید. در رجب ۱۳۰۹ ه‍.ق (۱۲۷۰ ه‍.خ) حکومت بلوک هزارجریب به او داده شد. در سال ۱۳۲۶ ه‍.ق (۱۲۸۷ ه‍.خ) حاکم شاهرود و بسطام شد. از جمادی‌الثانی ۱۳۲۷ تا شوال ۱۳۲۷ ه‍.ق در زمان حکومت نصرت‌الله خان امیر اعظم بود نایب‌الحکومهٔ استرآباد بود. در سال ۱۳۲۹ ه‍.ق (۱۲۹۰ه‍.خ) دوباره از طرف احمد شاه قاجار به حکومت شاهرود و بسطام رسید. از رجب ۱۳۲۹ تا ربیع‌الاول ۱۳۳۰ ه‍.ق (۱۲۹۱ه‍.خ) که دوران کر و فر شاه معزول در شمال است، از سوی وی به حکومت استرآباد رسید و پس از خروج شاه معزول، این بار از سوی دولت وقت در سال ۱۳۳۰ ه‍.ق (۱۲۹۱ه‍.خ) نایب‌الحکومهٔ استرآباد شد و تا سال ۱۳۳۴ ه‍.ق (۱۲۹۴ه‍.خ) نایب‌الحکومهٔ استرآباد بود و پس از جمادی‌الاول ۱۳۳۴ (فروردین ۱۲۹۵ه‍.خ) تا محرم ۱۳۳۶ ه‍.ق (آبان۱۲۹۶ه‍.خ) حاکم استرآباد شد و سرانجام از محرم ۱۳۳۶ ه‍.ق (آبان۱۲۹۶ه‍.خ) محل حکومتش، شاهرود و بسطام تعیین شد. زندگی سردار رفیع پس از پایان حکومتش در منطقه، مدتی به کشمکش با نمایندگان دولت مرکزی گذشت. بهانهٔ این کشمکش‌ها، مسئلهٔ مالیات‌های معوقه و همچنین موضوع خلع سلاح سرداران متنفذ محلی بود که دولت، سعی در اجرای آن داشت. سردار رفیع پس از عزل از حکومت شاهرود (۱۲۹۶ه‍.خ)، دیگر به حکومت نرسید، اما بی‌میل نبود که دوباره حاکمیت منطقه را به دست آورد.
او پیشنهاد داده بود که خراسان نیز ضمیمهٔ استرآباد شود و البته به حاکمیت او درآید. او در این درخواست، پذیرفته نشد، هر چند سعی دولت بر این بود که از او و همگنان او که در منطقه صاحب نفوذ بودند، در مواقع مختلف بهره برد. مسئلهٔ مالیات معوقه، شاید بهانه‌ای بیش نبود و در واقع نوعی مصادرهٔ اموال بود که نه برای او، بلکه برای همهٔ هم‌ردیفان او در نظر گرفته شد و سابقه‌ای دیرینه در تاریخ ایران دارد. شاید هم اگر نبود، نفوذ او در منطقه و ضعف نسبی دولت مرکزی، چه بسا تمام اموال او و هم‌ردیفانش توقیف و مصادره می‌شد و خود او و دوستانش مورد غضب بیشتری قرار می‌گرفتند. با این حال، به تهران خوانده شد و به نظر می‌رسد بیش از یک سال تحت نظر یا حبس بوده است.
البته نامه‌هایی در خصوص تحویل سلاح و مالیات به رئیس‌الوزرا نوشته و ملاقات‌هایی نیز با وی داشته است. او در نامه‌ای به «سردار جلیل» یادآور می‌شود: «دولت ابتدا از خان‌های تنکابن و لاریجان و… شروع کند تا به ما برسد و از او می‌خواهد که این کار را سست نگیرید که اسباب پشیمانی برای همه خواهد بود.» و خواهان اطلاع از وضعیت میرزا کوچک خان جنگلی و میرزا علی‌خان دیوسالار نیز می‌باشد. در نامه‌ای به ریاست‌الوزرا یادآور می‌شود که: «فرمودید… در صورت اهمال، املاک چاکر توقیف خواهد شد. چاکر ملک و مال زیادی ندارد که قابل توقیف باشد، مختصر علاقه است به قدر معاش، آن را هم که توقیف فرمایند، آقا و صاحب اختیارید. باید مخارج چاکر را آن وقت از کیسهٔ مبارک مرحمت فرمایید…» از موضوعات مهم دیگر این دوران برای سردار رفیع، مسئلهٔ خلع سلاح سرداران و متنفذان محلی بود که او نیز موظف به استرداد سلاح‌های دولتی و شخصی شد. او شماری را تحویل داد، اما به نظر می‌رسد متنفذان محلی نمی‌خواستند خود را یک‌باره خلع سلاح کنند و هر کدام از آن‌ها شماری از سلاح‌های خود را پنهان می‌کردند. به نقل حاکم مازندران ـ حسن‌خان ظهیرالملک ـ «در انبارهای کاه، منازل بعضی رعایا، سقف خانه‌ها، جنگل‌ها و کنار رودخانه‌ها و غارها، سلاح‌های بسیاری کشف گردید.» حاکم مازندران به رئیس‌الوزرا می‌نویسد: «سردار رفیع هنوز ده یک اسلحهٔ خود را تسلیم مأمورین نکرده و تمام را به دفع‌الوقت و اظهار اطاعت فقط به زبان گذرانده است.»
سردار در اختلاف رضا خان سردار سپه و امیرمؤید سوادکوهی واسطهٔ صلح شد.
سردار رفیع پس از سال‌ها زندگی سیاسی در سال ۱۳۰۹ ه‍.خ درگذشت و در منطقهٔ «خوش‌انگور» در امام‌زاده محمد واقع در مقبرهٔ خانوادگی دفن شد. در سوگش مراسم رسمی گرفتند و موزیک سوگواری نواختند.
او دو زن اختیار کرد. زن نخست، «امیرزاده خانم رمدانی» بود که از او «لطفعلی‌خان سالار»، «نوابه خانم»، «ایران خانم»، «حاجیه خانم» و «قیصر خانم» زاده شدند. از زن دوم سردار که «سکینه خانم» نام داشت، «آقا محمدحسن»، «سلطان خانم» معروف به جهان سلطان و «کشور خانم» معروف به گلن خانم زاده شدند.
ساختمان شهریاری یا خانه شهریاری (۱) یا اندرونی در یانه‌سر که با شمارهٔ ۷۸۴۴ مورخ ۱۷/۱۲/۱۳۸۱ در فهرست آثار ملی کشور به ثبت رسیده محل اسکان سردار رفیع بوده و خانهٔ شهریاری (۲) دفتر کار یا ساختمان اداری محل کار حاکم استر آباد بوده است.